# Đuôi đỏ đầu xám
Phoenicurus fuliginosus là một loài chim trong họ Muscicapidae. Loài này phân bố ở Đông Nam Á, và Trung Quốc. Con trống có màu xanh nhạt, con mái có màu xám. Chúng sống gần các sông và suối chảy nhanh.

## Miêu tả
Loài này có chiều dài 14 xentimét (5,5 in), trọng lượng trung bình 22g đối với con trống và 18,8g đối với con mái. Cont trống có màu xanh dương nhạt phần đuôi có màu gỉ đỏ. Con mái có màu xám nhạt và đặc trưng bởi mông trắng.

## Phân loại học
Loài này có 2 phân loài được công nhận – Rhyacornis fuliginosa fuliginosa và Rhyacornis fuliginosa affinis. Phân loài Rhyacornis fuliginosa fuliginosa được Nicholas Aylward Vigors miêu tả năm 1831, phân loài còn lại được William Robert Ogilvie-Grant miêu tả năm 1906 và được tìm thấy ở Đài Loan.

## Môi trường sống
Loài này được tìm thấy ở Afghanistan, Bhutan, Trung Quốc, Ấn Độ, Lào, Myanmar, Nepal, Pakistan, Đài Loan, Thái Lan, và Việt Nam. Môi trường sống của chúng là các suối, nullah và sông với các tảng đá ven bờ, cũng như thảm cỏ gần bờ sông. Các suối có nhiều côn trùng như mayflies cũng có mặt chúng.
Chúng đặc biệt được tìm thấy ở những nơi có độ cao lớn, như Himalaya ở độ cao 2.000 mét (6.600 ft) đến 4.100 mét (13.500 ft). Tuy nhiên, chúng có khuynh hướng sống ở độ cao thấp hơn trong mùa đông.
Loài này được xếp vào nhóm ít quan tâm theo sách đỏ IUCN, vì quần thể vẫn ổn định trong vòng 10 năm qua. Kích thước dải phân bố của chúng hơn 5.100.000 kilômét vuông (2.000.000 dặm vuông Anh).

## Hành vi
Loài này bảo vệ lãnh thổ của chúng rất dữ và sẽ đối đầu cực mạnh đối với bất kỳ loài nào xâm phạm lãnh thổ của chúng. Để bắt ruồi ở sông, nó bay thẳng đứng co đến khi ở độ cao ít nhất 20 foot (6,1 m) trên mặt nước, trước khi thả xuống theo đường xoắn ốc tại cùng vị trí.